# Leto svet
Leto svet är Estlands bidrag till Eurovision Song Contest 2008. Bidraget framförs på serbiska, finska och tyska. Sångens text består av flera slumpmässiga meningar från olika språkparlörer. Låten handlar för det mesta om mat.
Låten deltog i den första av två semifinaler men kvalificerade sig inte vidare till finalen.